# Russell Johnson (acteur)
Russell David Johnson (Ashley (Pennsylvania), 10 november 1924 – Bainbridge Island, 16 januari 2014) was een Amerikaanse televisie- en filmacteur. Hij speelde "de Professor" in de sitcom Gilligan's Island.

## Biografie

### Militaire carrière
Na zijn middelbare school te hebben afgerond, werd Russell halverwege de Tweede Wereldoorlog lid van de United States Army Air Forces. Hij vloog gedurende 44 missies mee met een B-25 Mitchell-bommenwerper. In maart 1945 werd zijn vliegtuig neergeschoten boven de Filipijnen en stortte neer in de haven van Zamboanga City. Bij de crash brak Johnson zijn enkels, maar het leverde hem later wel een Purple Heart op. Hij werd ook beloond met de Air Medal, de Good Conduct Medal, de Asiatic-Pacific Campaign Medal met drie sterren, de Philippine Liberation Ribbon met één ster en de World War II Victory Medal. Op 22 november 1945 werd Johnson eervol ontslagen uit het leger, in de rang van eerste luitenant.
Na zijn ontslag werd Johnson lid van de legerreserves en gebruikte hij zijn G.I. Bill of Rights om zijn studie acteren te betalen.

### Start van film en televisiecarrière
Johnson werd een vriend van Audie Murphy en speelde met hem in zijn films Column South, Tumbleweed in 1953 en Ride Clear of Diablo in 1954. Johnson's Hollywoodcarrière begon in 1952 met For Men Only, en Loan Shark. Zijn eerste rollen waren voornamelijk in westerns en sciencefiction zoals It Came from Outer Space (1953), This Island Earth (1955), Attack of the Crab Monsters (1956), en The Space Children (1958).
Johnson speelde mee in twee afleveringen van The Twilight Zone: "Back There" en "Execution".

### "De Professor" inGilligan's Island
Johnson speelde in de gehele serie Gilligan's Island mee. Zijn personage was een briljante uitvinder die vrijwel alles kon maken van de ruwe materialen op het eiland (vooral bamboe). In de nooit uitgezonden pilotaflevering van de serie werd de rol vertolkt door John Gabriel, maar de producers vonden hem te jong voor de rol.
Johnson accepteerde de rol van de professor op voorwaarde dat als zijn personage in de serie wetenschappelijke opmerkingen zou maken, deze correct moesten zijn.
Door rol trad voor Johnson het swiebertje-effect op. Desondanks werkte hij vrijwillig mee aan de afgeleide animatieseries en televisiefilms van de serie. Johnson speelde de rol één keer voor de Ig Nobelprijs-ceremonie.

### NaGilligan's Island
Na Gilligan's Island speelde Johnson in verschillende films en series, zoals de miniserie Vanished en een aflevering van de serie Newhart.
Johnson trad op als entertainer op de MST3K ContevtioConExpoFest-a-Rama 2: Electric Boogaloo op het "Celebrity Panel" in 1996. Hij werd hier uitgenodigd vanwege zijn rol in de film “This Island Earth”, die belachelijk werd gemaakt in de MST3K-film Mystery Science Theater 3000: The Movie.

### Later leven
Johnsons zoon David runde het aids-programma voor Los Angeles tot aan zijn dood in 1994. Johnson was zelf een fulltime vrijwilliger voor het inzamelen van geld voor aids-onderzoek.
Johnson tekende zijn memoires over de show op in het boek Here on Gilligan's Isle. Johnson woonde in Bainbridge Island met zijn vrouw, Constance Dane, waar hij in 2014 overleed.